# یواس‌اس وساویوس (۱۸۰۶)
یواس‌اس وساویوس (۱۸۰۶) (به انگلیسی: USS Vesuvius (1806)) یک کشتی بود که طول آن ۸۲ فوت ۴ اینچ (۲۵٫۱۰ متر) بود. این کشتی در سال ۱۸۰۶ ساخته شد.